# ケビン・モネ＝パケ
ケビン・モネ＝パケ（Kévin Monnet-Paquet、別表記ケヴィン・モネ＝パケ、1988年8月19日 - ）は、フランス・イゼール県・ブルゴワン＝ジャイユー出身のサッカー選手。ポジションはFW。
背番号"14"に強いこだわりを持ち、チームだけでなく年代別フランス代表でも可能な限り"14"をつけている。

## 経歴
2002年にRCランスの下部組織に入団。2006年にプロデビューするも、なかなか出場機会に恵まれなかった。2008-09シーズン、チームがリーグ・ドゥに降格するが、彼は残留し、レギュラーを奪取した。

## 代表歴
ガリー・ボカリやマロリー・マルタンと共に参加した2007年のUEFA U-19欧州選手権で得点王に輝く。

## タイトル
- RCランス

　リーグ・ドゥ 2008-09